# Boronia inconspicua
Boronia inconspicua là một loài thực vật có hoa trong họ Cửu lý hương. Loài này được Benth. mô tả khoa học đầu tiên năm 1863.